# WC (rapero)
William Loshawn Calhoun Jr., (nacido en 1970) más conocido como WC (pronunciado "Dub-C") es un rapero de South Central Los Ángeles, California, miembro del grupo de hip hop, Westside Connection. Nació en Texas, pero se trasladó a L.A. rápidamente.

## Biografía
WC comenzó su carrera formando parte de grupos como Rhyme Syndicate, Low Profile y Maad Circle, antes de hacerlo en Westside Connection con Ice Cube y Mack 10. Perdió una considerable cantidad de riñas debido a que su nombre también significa inodoro en inglés. A pesar de ello, el álbum de debut del grupo, Bow Down, tuvo un éxito considerable, situándose en la segunda posición de la lista de álbumes de Billboard, en parte gracias al sencillo "Bow Down". El disco fue platino.
En su debut en solitario, con The Shadiest One en 1998, se colocó en el Pop Top 20, con singles de éxito como "Cheddar" en colaboración con Ice Cube y Mack 10 y "Just Clownin'". Entonces firmó por la poderosa Def Jam. Y en 2002 sacó su siguiente disco, The Ghetto Heisman, el sencillo más destacado fue "The Streets" con Snoop Dogg y Nate Dogg.
En 2005 una pelea con Mack 10 provocó que Westside Connection se separaran. Después WC se trasladaría a la productora de Ice Cube, Lench Mob.

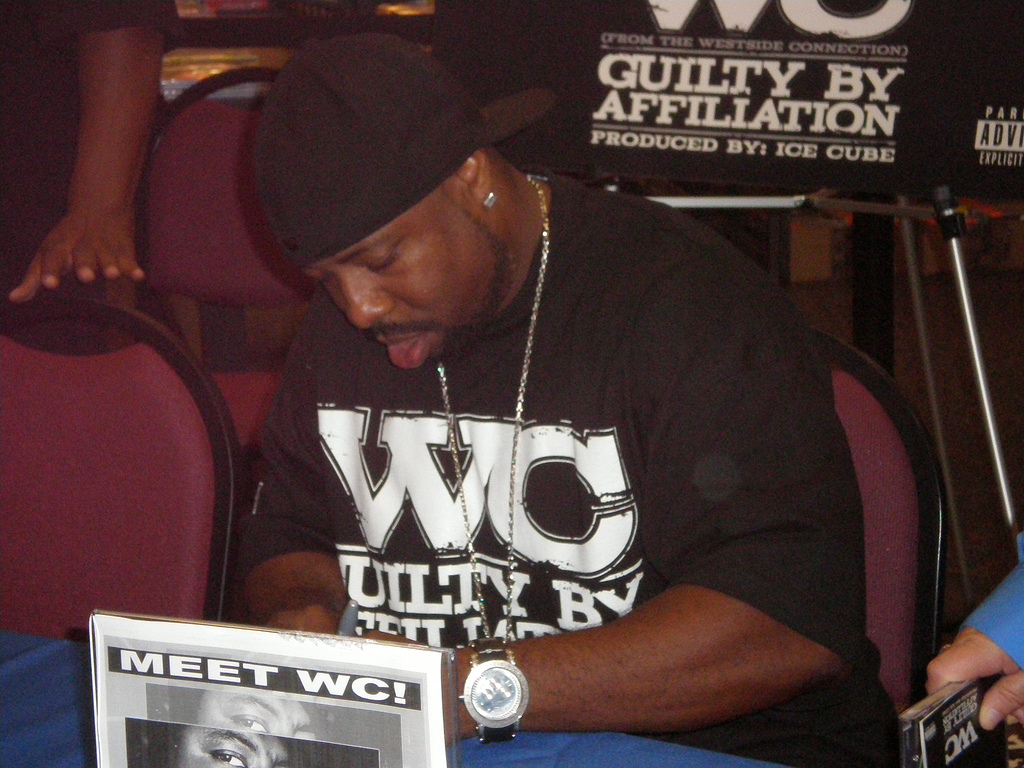
WC firmando autógrafos.

En 2007 salió su tercer disco en solitario, Guilty By Affiliation el cual tras una productora independiente (y producido mayoritariamente por Cube) consiguió unos resultados en las listas humildes. Aun así, a destacar que unos de los sencillos "West Coast Voodoo" con The Game apareció en la banda sonora del videojuego "Midnight Club: Los Angeles". Otro singles fue "This Is Los Angeles". Tiene previsto sacar su cuarto álbum en solitario para 2010, y su posible título podría ser Revenge of the Barracuda.
Su cuarto álbum en solitario salió a la luz el 8 de marzo del 2011 bajo el nombre de Revenge of the Barracuda. Dos sencillos salieron del álbum; "That's What I'm Talking About" y "You Know Me", en colaboración con Ice Cube & Young Maylay. Ninguno de estos títulos llegaron a alcanzar posición en listas de ventas.

## Discografía

### Solo
| The Shadiest One                    | - Lanzado: 17 de marzo de 1998 - Productora: Pay Day Recording - Formato: CD, LP, casete, descarga digital    | 19 | 2  | —  | - RIAA: Oro |
| Ghetto Heisman                      | - Lanzado: 12 de noviembre de 2002 - Productora: Def Jam - Formato: CD, LP, casete, descarga digital          | 46 | 7  | —  | - RIAA: Oro |
| Guilty by Affiliation               | - Lanzado: 14 de agosto del 2007 - Productora: Lench Mob - Formato: CD, descarga digital                      | 49 | 6  | 5  |             |
| Revenge of the Barracuda            | - Lanzado: 8 de marzo del 2011 - Productora: Lench Mob Records, Big Swang, E1 - Formato: CD, descarga digital | —  | 40 | 20 |             |
| "—" denota que no llegó a las lista | |    |    |    |             |

### Colaboración

#### Low Profile
| 1989 | We're in This Together | 66 |

#### WC & the Maad Circle
| Año  | Título                     | Posición      | Posición                | Posición    | Certificación |
| Año  | Título                     | Billboard 200 | Top R&B/Hip hop álbumes | Heatseekers | Certificación |
| ---- | -------------------------- | ------------- | ----------------------- | ----------- | ------------- |
| 1991 | Ain't a Damn Thang Changed | -             | 55                      | 29          | Oro           |
| 1995 | Curb Servin'               | 85            | 15                      | -           | Oro           |

#### Westside Connection
| Año  | Título            | Posición          | Posición                | Certificación                 |
| Año  | Título            | Billboard Hot 200 | Top R&B/Hip hop álbumes | Certificación                 |
| ---- | ----------------- | ----------------- | ----------------------- | ----------------------------- |
| 1996 | Bow Down          | 2                 | 1                       | Platino (1.700.000 de copias) |
| 2003 | Terrorist Threats | 16                | 3                       | Oro (679.000 de copias)       |

### Mixtapes
| Título                 | Detalles del álbum                                                                                              |
| ---------------------- | --- |
| West Side Heavy Hitter | - Lanzado: 8 de febrero del 2005 - Productora: Lench Mob Records, Pay Day Recording - Formato: Descarga digital |

## Singles

### Propios
| Año  | Título                                            | Posición          | Posición              | Posición        | Álbum                    |
| Año  | Título                                            | Billboard Hot 100 | Hot R&B/Hip-Hop Songs | Hot rap singles | Álbum                    |
| ---- | ------------------------------------------------- | ----------------- | --------------------- | --------------- | ------------------------ |
| 1997 | "Just Clownin'"                                   | 56                | 18                    | 3               | The Shadiest One         |
| 1998 | "Better Days"                                     | 64                | 33                    | 4               | The Shadiest One         |
| 2002 | "The Streets" (featuring Snoop Dogg & Nate Dogg)  | 87                | 45                    | 20              | Ghetto Heisman           |
| 2003 | "Flirt"                                           | —                 | 97                    | —               | Ghetto Heisman           |
| 2007 | "This Is Los Angeles"                             | —                 | —                     | —               | Guilty by Affiliation    |
| 2010 | "That's What I'm Talking About"                   | —                 | —                     | —               | Revenge of the Barracuda |
| 2011 | "You Know Me" (featuring Ice Cube & Young Maylay) | —                 | —                     | —               | Revenge of the Barracuda |

### Apariciones especiales
| Título                            | Año  | Otros artista(s)                                                                    | Álbum                                                     |
| --------------------------------- | ---- | ----------------------------------------------------------------------------------- | --------------------------------------------------------- |
| "Color Blind"                     | 1991 | Ice Cube, Threat, Kam, Coolio, J-Dee                                                | Death Certificate                                         |
| "My Skin Is My Sin"               | 1994 | Ice Cube                                                                            | Bootlegs & B-sides                                        |
| "U Know Hoo!"                     | 1994 | Coolio                                                                              | It Takes a Thief                                          |
| "Hard Knox"                       | 1997 | J-Dubb, Otis & Shug                                                                 | Big Thangs                                                |
| "Walk With Me"                    | 1997 | CJ Mac                                                                              | Southwest Riders                                          |
| "Give It Up"                      | 1997 |                                                                                     | The Lawhouse Experience, Volume One                       |
| "510 / 213"                       | 1997 | Spice 1, Big Syke                                                                   | The Black Bossalini                                       |
| "Gang Related"                    | 1997 | CJ Mac, Daz Dillinger, Tray Deee                                                    | Gang Related (soundtrack)                                 |
| "Ridin' High"                     | 1998 | Daz Dillinger, CJ Mac                                                               | Retaliation, Revenge and Get Back                         |
| "Hoo-Ride 'N'"                    | 1998 | Boo Kapone, CJ Mac, Gangsta, K-Mac                                                  | Allfrumtha I                                              |
| "Whatcha Gonna Do?" (Remix)       | 1998 | Jayo Felony, Mack 10, Redman                                                        | Whatcha Gonna Do?                                         |
| "My Hoodlumz & My Thugz"          | 1998 | E-40, Mack 10                                                                       | The Element of Surprise                                   |
| "#1 Crew In the Area"             | 1998 | Mack 10, K-Mac, LBC Crew, MC Eiht, CJ Mac, Boo Kapone, Binky Mac, Thump, Road Dawgs | The Recipe                                                |
| "Militia" (Remix)                 | 1998 | Guru, Rakim                                                                         | Belly (soundtrack)                                        |
| "Hea"                             | 1999 | CJ Mac, Fat Joe                                                                     | Platinum Game                                             |
| "Ends"                            | 1999 | CJ Mac, Finale                                                                      | Platinum Game                                             |
| "Let It Reign"                    | 1999 | Ice Cube, Mack 10                                                                   | Thicker than Water (soundtrack)                           |
| "Survival of the Fittest"         | 1999 | Dresta, Young Shade                                                                 | Thicker than Water (soundtrack)                           |
| "Fa Shiesty Cats"                 | 1999 | D.B.A., Kurupt                                                                      | Doing Business As...                                      |
| "Hell Yeah"                       | 2000 | Snoop Dogg                                                                          | WWF Aggression                                            |
| "Return of the Real Niggaz"       | 2000 | Celly Cell                                                                          | Deep Conversation                                         |
| "Ride Till We Die"                | 2000 | C-Bo                                                                                | Enemy of the State                                        |
| "In the Ghetto"                   | 2000 | T.W.D.Y., G-Stack, Otis & Shug                                                      | Lead the Way                                              |
| "Get Your Walk On" (Remix)        | 2001 | Xzibit, Daz Dillinger                                                               | Single                                                    |
| "Fo' All Y'all"                   | 2001 | Caviar                                                                              | Exit Wounds (soundtrack)                                  |
| "Connectin' the Plots"            | 2001 | Layzie Bone                                                                         | Thug by Nature                                            |
| "Dey Trippin'"                    | 2001 | Mr. Short Khop                                                                      | Da Khop Shop                                              |
| "Paper Trippin'"                  | 2001 | Nate Dogg                                                                           | Rush Hour 2 (soundtrack)                                  |
| "It's All the Same"               | 2001 | D-Shot, Suga-T, B-Legit, E-40, Birdman                                              | Money & Muscle                                            |
| "Connected"                       | 2001 | Shaquille O'Neal, Nate Dogg                                                         | Shaquille O'Neal Presents His Superfriends, Vol. 1        |
| "Young Locs Slow Down"            | 2001 | Warren G, Butch Cassidy                                                             | The Return of the Regulator                               |
| "Pop Lockin' II"                  | 2002 | Daz Dillinger, E-40, Goldie Loc, Master P, Silkk the Shocker, Snoop Dogg            | West Coast Bad Boyz, Vol. 3: Poppin' Collars              |
| "It's On"                         | 2002 | Koupsta                                                                             | West Coast Bad Boyz, Vol. 3: Poppin' Collars              |
| "I Ain't the One"                 | 2002 | Scarface                                                                            | The Fix                                                   |
| "The Streets"                     | 2002 | Nate Dogg                                                                           | Nate Dogg                                                 |
| "N Full Motion"                   | 2003 | Boo-Yaa T.R.I.B.E.                                                                  | West Koasta Nostra                                        |
| "When the Guns Come Out"          | 2004 | E-40, Christ Bearer                                                                 | Blade: Trinity (soundtrack)                               |
| "Kill Game"                       | 2004 | Kokane                                                                              | Mr. Kane, Pt. 2                                           |
| "On Me"                           | 2004 | Kokane, Gangsta                                                                     | Mr. Kane, Pt. 2                                           |
| "Fly Like an Eagle"               | 2004 | Snoop Dogg, Game                                                                    | You Know What It Is, Vol. 2: Throwin' Rocks At the Throne |
| "Superstar (Amnesia)"             | 2005 | Mitchy Slick                                                                        | Urban Survival Syndrome                                   |
| "Whip Yo' Ass"                    | 2005 | Nelly                                                                               | The Longest Yard (soundtrack)                             |
| "Twist a Corner"                  | 2005 | King Tee                                                                            | San Andreas: The Original Mixtape                         |
| "We Are the Streets"              | 2005 | Papoose, Bun B, Maino                                                               | A Bootlegger's Nightmare                                  |
| "All I Need"                      | 2005 | Game                                                                                | You Know What It Is, Vol. 3                               |
| "My Lowrider"                     | 2006 | Techniec, E-40, Crooked I, Chingy, Lil Rob, Paul Wall, Game, Ice Cube               | Stop Snitchin', Stop Lyin'                                |
| "L.A.N.Y."                        | 2006 | Smiley the Ghetto Child                                                             | The Antidote                                              |
| "Chrome & Paint"                  | 2006 | Ice Cube                                                                            | Laugh Now, Cry Later                                      |
| "Spittin' Pollaseeds"             | 2006 | Ice Cube, Kokane                                                                    | Laugh Now, Cry Later                                      |
| "If It Ain't Ruff"                | 2007 |                                                                                     | Straight Outta Compton: 20th Anniversary Edition          |
| "G Shit"                          | 2007 | Ice Cube                                                                            | CT Experience                                             |
| "Roll On 'Em"                     | 2007 | Xzibit, Young Maylay, MC Ren                                                        | CT Experience                                             |
| "The Wait Is Over" (Remix)        | 2007 | Damani                                                                              | CT Experience                                             |
| "This Life"                       | 2007 | Snoop Dogg                                                                          | CT Experience                                             |
| "It's Going Down"                 | 2007 |                                                                                     | CT Experience                                             |
| "We See You Niggas"               | 2007 | Jayo Felony, Young Maylay                                                           | CT Experience                                             |
| "Rock the Beat"                   | 2008 | Young Maylay                                                                        | The Real Coast Guard                                      |
| "Every Thang Is Gonna Be Alright" | 2008 | Young Maylay, Traci Nelson                                                          | The Real Coast Guard                                      |
| "Get Used to It"                  | 2008 | Ice Cube, Game                                                                      | Raw Footage                                               |
| "We Don't Give a Fuck"            | 2008 | Ralph Myerz, J. Wells, Nam                                                          | Ralphorama! Appetite For Selfdestruction                  |
| "Mind of a Madman"                | 2009 | Tha Realest, Yukmouth                                                               | Wirness tha Realness                                      |
| "Frontline"                       | 2010 |                                                                                     | Crazy Tonne's Mix Blog                                    |
| "Life In California"              | 2010 | Ice Cube, Jayo Felony                                                               | I Am the West                                             |
| "Y'all Know How I Am"             | 2010 | Ice Cube, OMG, Doughboy, Young Maylay                                               | I Am the West                                             |
| "Too West Coast"                  | 2010 | Ice Cube, Young Maylay                                                              | I Am the West                                             |
| "Live & Die"                      | 2011 | Tha K.I.D., Payde                                                                   | Unkown                                                    |
| "Don't U Eva 4 Get"               | 2011 | Daz Dillinger, Soopafly                                                             | D.A.Z.                                                    |
| "International Papers"            | 2011 | Young Maylay                                                                        | Rhythm & Passion                                          |
| "Jetlag"                          | 2012 | L.O.C., USO                                                                         | Prestige, Paranoia, Persona, Vol. 1                       |
| "187"                             | 2012 | C-Bo                                                                                | Orca                                                      |
| "Still Westsidin'"                | 2012 | Vicky Chand                                                                         | More Than a Mixtape                                       |

## Filmografía
- Friday (1995)
- Set It Off (1996)
- Thicker Than Water (1999)
- Air Rage (2001)
- WC : Bandana Swangin - All That Glitters Ain’t Gold (2003)
- Belly 2: Millionaire Boyz Club (2008)